# Ossian (skót együttes)
Az Ossian egy skót együttes, amely 1976-ban alakult Glasgow-ban. Kezdetben Billy Jackson, John Martin és George Jackson voltak a tagok, majd később Billy Ross elhagyta a zenekart és helyére Tony Cuffe került énekesnek és gitárosnak. Csatlakozott hozzájuk Iain MacDonald is. 1989-ben feloszlottak, amikor Tony Cuffe and William Jackson az Amerikai Egyesült Államokba költöztek, de 1997-ben William Jackson újjáalakította az együttest az eredeti énekessel, Billy Ross-szal, és még egy CD-t készítettek. Angol, skót és gael nyelven énekelnek.

## Tagok
- Billy Ross (ének)
- George Jackson
- Iain MacDonald (duda)
- William Jackson (hárfa)
- Tony Cuffe (ének, gitár)
- John Martin (hegedű)

## Lemezeik

### Stúdióalbumok
- Ossian (1977)
- St. Kilda Wedding (1978)
- Seal Song (1981)
- Dove Across the Water (1982)
- Borders (1984)
- Light on a Distant Shore (1986)
- The Carrying Stream (1997)

### Válogatások
- The Best of Ossian (1995)